# Stefano Cortinovis
Stefano Cortinovis (Bergamo, 25 mei 1968) is een Italiaans voormalig professioneel wielrenner. Hij reed drie seizoenen voor Lampre. In 1989 was hij Italiaans kampioen bij de amateurs.

## Belangrijkste overwinningen
1989
- Italiaans kampioen op de weg, Amateurs

## Resultaten in voornaamste wedstrijden
| Jaar | Ronde van Italië | Ronde van Frankrijk | Ronde van Spanje |
| ---- | ---------------- | ------------------- | ---------------- |
| 1987 |                  |                     | opgave           |
| 1991 | 82e              |                     |                  |
| 1993 |                  | buiten tijd         | opgave           |

| Jaar | Milaan-San Remo | Ronde van Lombardije |
| ---- | --------------- | -------------------- |
| 1987 |                 |                      |
| 1991 | 141e            | 95e                  |
| 1993 |                 |                      |